# Shirō Saitō
Shirō Saitō (斎藤 志郎 Saitō Shirō?) es un seiyū japonés nacido el 31 de agosto de 1956 en Sakata, Prefectura de Yamagata. Ha participado en animaciones como Dragon Ball Super, Arslan Senki, Sankarea y Gatchaman Crowds, entre otras. Está afiliado a la compañía teatral Bungakuza.

## Roles Interpretados

### Series de Anime
2002
- Ghost in the Shell: Stand Alone Complex como Gondo (ep 7).

2003
- Tantei Gakuen Q como Odajima.

2004
- Bleach como Yoruichi Shihōin (forma animal).
- Gankutsuō como el Capitán Leclére (ep 21).
- InuYasha como el Hijo de Hōsenki (ep 144).
- Yakitate!! Japan como Ryuu Ryomen.

2005
- D.C.S.S. ～Da Capo Second Season～ como Male.
- Gallery Fake como Ho (ep 11).
- Jigoku Shōjo como Fukumoto (ep 13).

2006
- Black Lagoon como Bao.
- Black Lagoon: The Second Barrage como Bao.
- Kekkaishi como Mamezou.
- Naruto como Izume (ep 208).

2007
- Blue Dragon como Nene.
- Demashita! Powerpuff Girls Z como Fuzzy Lumpkins/Peludito.
- GeGeGe no Kitarō como Gyuuki (ep 14).

2008
- Golgo 13 como Rocky Brown (ep 10).
- Kamen no Maid Guy como Maguro Uomatsu.
- Kodai Ōja Kyōryū Kingu Dī Kizzu Adobenchā: Yokuryū Densetsu como Jajān.
- Yatterman como el Director Suguninel (ep 3).

2009
- Fairy Tail como Bluenote Stinger.

2010
- Cobra The Animation: TV Series como Bacchus (ep 5).

2011
- Detective Conan como Ogito Katayose (eps 638-639).
- Toriko como el Coronel Mokkoi.

2012
- Gon como Wildboar Don (ep 15).
- Kingdom como Biao Gong (Hyou Ko; eps 17-19).
- Sankarea como Jogorō Furuya.
- Sword Art Online como Nishida (ep 13).
- Tsuritama como Tamotsu Usami.

2013
- Gatchaman Crowds como Takao Kuwabara.
- Kingdom 2 como Hyōkō.

2014
- Log Horizon 2 como Paps (ep 14).
- One Piece como Dagama.

2015
- Arslan Senki como Bodan.
- Dragon Ball Super como Sorbet.
- Gatchaman Crowds insight como Yu Misudachi.

2017
- Seikaisuru Kado como Kiyotaka Habuka.
- Shōkoku no Altair como Yağ Uzun.

2018
- Megalo Box como Gansatsu Nanbu.

### Especiales
2011
- Lupin III: Chi no Kokuin Eien no Mermaid como Kageura.

### OVAs
2004
- Dai Yamato Zero-go como Tanegashima/X-1.

2005
- Saint Seiya Hades Meikai-Hen como Caronte de Aqueronte.

2010
- Black Lagoon: Roberta's Blood Trail como Bao.
- Mobile Suit Gundam Unicorn como Jonah Gibney.

### ONAs
2006
- Flag como Naraya.

### Películas
2009
- El profesor Layton y la diva eterna como el Inspector Chelmey.

2015
- Dragon Ball Z: Fukkatsu no F como Sorbet.

### Videojuegos
- El profesor Layton y el futuro perdido como el Inspector Chelmey.
- El profesor Layton y la caja de Pandora como el Inspector Chelmey.
- Eternal Sonata como Tuba.
- Fallout: New Vegas como Lily Bowen.
- Final Fantasy XII como Miguelo.
- Harukanaru Toki no Naka de 6 como Seishirou Katagiri.
- Jeanne d'Arc como La Hire.
- Kameo: Elements of Power como el Entrenador de guerreros.
- Panzer Dragoon Orta como Drone.
- Ratchet & Clank como Skrunch.

### Doblaje

#### Harry Potter
Dobló a Rubeus Hagrid (Robbie Coltrane) en las siguientes películas:
- Harry Potter y la piedra filosofal.
- Harry Potter y la cámara secreta.
- Harry Potter y el prisionero de Azkaban.
- Harry Potter y el cáliz de fuego.
- Harry Potter y la Orden del Fénix.
- Harry Potter y el misterio del príncipe.

#### Otros Roles
- Adventure Time como Jake el perro.
- American dragon: Jake Long como Fu Dog.
- Babe: Pig in the City como Flealick.
- Ben 10 como Vilgax.
- Brandy & Mr. Whiskers como Boris y el Sr. Cantarius.
- Buscando a Nemo como Jacques.
- Cloudy with a Chance of Meatballs como Tim Lockwood.
- Cloudy with a Chance of Meatballs 2 como Tim Lockwood.
- Coraline como el Señor Bobinsky.
- El secreto del Omnitrix como Vilgax.
- El Señor de los Anillos: la Comunidad del Anillo como Maggot.
- Ga'Hoole: la leyenda de los guardianes como Grimble.
- Inspector Gadget's Last Case: Claw's Revenge como el Dr. Claw.
- Las aventuras de Rocky y Bullwinkle como Boris Badenov.
- Los Increíbles como Lucius Best/Frozone.
- Los pingüinos de Madagascar como Hans.
- Monsters, Inc. como Pete "Claws" Ward.
- Murphy Brown como Eldin Bernecky.
- Rango como Ojo-Roca.
- Río como Marcel.
- Scooby-Doo en la Isla de los Zombis como Snakebite Scruggs.
- Space Jam como Monstar Pound.
- Spider-Man and His Amazing Friends como Beetle.
- Teamo Supremo como Laser Pirate.
- The Country Bears como Zeb Zoober.
- The Matrix Revolutions como Deus Ex Machina.
- Tom and Jerry: Shiver Me Whiskers como el Pirata Rojo Ron, el Pirata Azul Bob y el Loro Púrpura.
- Transformers: el lado oscuro de la luna como Brains.
- Transformers: la era de la extinción como Brains.